# 브렌다피그미쌀쥐
브렌다피그미쌀쥐(Oligoryzomys brendae)는 비단털쥐과 피그미쌀쥐속에 속하는 설치류이다. 아르헨티나 투쿠만주에서만 발견되지만, 분류학적 상태의 개정이 필요하다.